# Santa Cruz (Praia da Vitória)
Santa Cruz da Praia da Vitória é uma freguesia portuguesa do município da Praia da Vitória,  com 30,15 km² de área e 5956 habitantes (censo de 2021). A sua densidade populacional é 197,5 hab./km².

## Demografia
A população registada nos censos foi:
| Distribuição da População por Grupos Etários | Distribuição da População por Grupos Etários | Distribuição da População por Grupos Etários | Distribuição da População por Grupos Etários | Distribuição da População por Grupos Etários |
| -------------------------------------------- | -------------------------------------------- | -------------------------------------------- | -------------------------------------------- | -------------------------------------------- |
| Ano                                          | 0-14 Anos                                    | 15-24 Anos                                   | 25-64 Anos                                   | > 65 Anos                                    |
| 2001                                         | 1275                                         | 969                                          | 3127                                         | 800                                          |
| 2011                                         | 1104                                         | 963                                          | 3709                                         | 914                                          |
| 2021                                         | 815                                          | 685                                          | 3355                                         | 1101                                         |

## Património natural
- Praia dos Oficiais
- Praia dos Sargentos
- Serra do Cume
- Casa da Ribeira (Santa Cruz)

## Património construído
- Edifício da Misericórdia da Praia da Vitória.
- Convento de Jesus
- Chafariz da Cruz do Pico
- Chafariz do Largo da Luz
- Chafariz do Cruzeiro
- Chafariz das Amoreiras
- Casamata da Serra do Cume
- Ermida de São Salvador
- Ermida de São Lázaro
- Forte Grande
- Forte das Chagas
- Forte do Espírito Santo
- Forte de São João
- Forte da Luz
- Forte de Santo Antão
- Forte do Porto
- Forte de São Caetano
- Igreja de São João Batista
- Império do Espírito Santo da Casa da Ribeira
- Império do Espírito Santo de Santa Cruz
- Império do Espírito Santo de Santa Luzia da Praia
- Império do Espírito Santo dos Pescadores da Praia
- Império do Espírito Santo do Rossio
- Miradouro da Serra do Cume
- Miradouro do Facho
- Moinho de Vento do Vale Farto

## Lugares
- Santa Luzia